# 米斯拉夫·罗桑迪奇
米斯拉夫·罗桑迪奇（1995年1月26日—），斯洛伐克男子冰球运动员。他曾代表斯洛伐克国家队参加2022年冬季奥林匹克运动会冰球比赛，获得一枚铜牌。